# Горбанёв, Сергей Сергеевич
Сергей Сергеевич Горбанёв (27 ноября 1979) — казахстанский футболист.

## Карьера
Начал профессиональную карьеру в 1998 году в «Тараз». В следующим сезоне перешёл в чимкентский «Синтез». Здесь же он в 2001 году в 22 года закончил свою карьеру.
Горбанёв играл в составе молодёжной сборной Казахстана, сыгравшей единственный раз в финальной части чемпионата мира.
По состоянию на 2014 год жил в Тольятти, занимался ремонтом квартир.